# ساوت بارو
ساوت بارو (به انگلیسی: South Barrow) یک روستا و محله مدنی در بریتانیا است که در سامرست جنوبی واقع شده‌است. ساوت بارو ۱۶۲ نفر جمعیت دارد.